# Dryophylax hypoconia
Dryophylax hypoconia — вид змій родини полозових (Colubridae). Мешкає в Південній Америці.

## Поширення і екологія
Dryophylax hypoconia широко поширені на сході і півдні Бразилії, в Парагваї, Уругваї і північно-східній Аргентині. Вони живуть в різноманітних природних середовищах, зокрема серрадо, пампі, заростях чако і атлантичних лісах. Ведуть нічний і присмерковий спосіб життя, часто трапляються поряд з водоймами. Живляться переважно амфібіями, зокрема райками, іноді також ящірками. Є яйцеживородними.